# All Night Long (All Night)
"All Night Long (All Night)" là một bài hát của nghệ sĩ thu âm người Mỹ Lionel Richie nằm trong album phòng thu hát đơn thứ hai của ông, Can't Slow Down (1983). Nó được phát hành vào ngày 31 tháng 8 năm 1983 như là đĩa đơn đầu tiên trích từ album bởi Motown Records. Bài hát được viết lời và sản xuất bởi Richie, bên cạnh sự tham gia đồng sản xuất từ James Anthony Carmichael, cộng tác viên quen thuộc xuyên suốt sự nghiệp của nam ca sĩ. Ngoài ra, "All Night Long (All Night)" còn có sự tham gia góp giọng nền từ Richard Marx, một tên tuổi chưa nổi tiếng lúc bấy giờ cho đến khi anh ra mắt vào năm 1987 với album phòng thu đầu tay. Đây là một bản pop kết hợp với những yếu tố R&B và âm hưởng từ nhạc Caribbean, mang nội dung đề cập đến việc mọi người tận hưởng những niềm vui trong một bữa tiệc suốt cả đêm dài đến mức quên cả ngày đêm, trong đó Richie sử dụng nhiều loại ngôn ngữ khác như tiếng Tây Ban Nha và từ châu Phi bên cạnh tiếng Anh.
Sau khi phát hành, "All Night Long (All Night)" nhận được những phản ứng tích cực từ các nhà phê bình âm nhạc, trong đó họ đánh giá cao giai điệu vui tuơi cũng như việc kết hợp đa ngôn ngữ hiệu quả của Richie. Ngoài ra, nó còn gặt hái nhiều giải thưởng và đề cử tại những lễ trao giải lớn, bao gồm đề cử tại giải thưởng Âm nhạc Mỹ năm 1984 cho Đĩa đơn Soul/R&B được yêu thích và một đề cử giải Grammy cho Bài hát của năm tại lễ trao giải thường niên lần thứ 26. "All Night Long (All Night)" cũng tiếp nhận những thành công vượt trội về mặt thương mại, đứng đầu các bảng xếp hạng ở Úc, Bỉ, Canada và Hà Lan, và lọt vào top 10 ở tất cả những quốc gia nó xuất hiện, bao gồm vươn đến top 5 ở những thị trường lớn như Đức, New Zealand, Na Uy và Vương quốc Anh. Tại Hoa Kỳ, nó đạt vị trí số một trên bảng xếp hạng Billboard Hot 100 trong bốn tuần liên tiếp, trở thành đĩa đơn quán quân thứ ba của Richie tại đây và thứ hai dưới cương vị nghệ sĩ hát đơn.
Video ca nhạc cho "All Night Long (All Night)" được đạo diễn bởi Bob Rafelson, trong đó bao gồm những cảnh Richie và mọi người cùng nhau ca hát và nhảy múa ở một khu phố vào buổi tối. Nó đã nhận được một đề cử tại giải Video âm nhạc của MTV năm 1984 ở hạng mục Video xuất sắc nhất của nam ca sĩ. Để quảng bá bài hát, Richie đã trình diễn nó trên nhiều chương trình truyền hình và lễ trao giải lớn, bao gồm lễ bế mạc Thế vận hội Mùa hè 1984 và giải thưởng Âm nhạc Mỹ năm 1984, cũng như trong nhiều chuyến lưu diễn của ông. Kể từ khi phát hành, "All Night Long (All Night)" đã được hát lại và sử dụng làm nhạc mẫu bởi nhiều nghệ sĩ, như John Legend, Enrique Iglesias, Demi Lovato, Meghan Trainor, Luke Bryan và Tyrese Gibson, cũng như xuất hiện trong nhiều album tuyển tập của nam ca sĩ, bao gồm Back to Front (1992) và The Definitive Collection (2003). Năm 2011, một bản phối lại của bài hát được sản xuất bởi RedOne với sự tham gia góp giọng từ Guy Sebastian, cũng được phát hành.

## Danh sách bài hát
Đĩa 7"
1. "All Night Long (All Night)" (bản đĩa đơn) – 4:16
2. "Wandering Stranger" – 4:58

Đĩa 12" tại Hoa Kỳ
1. "All Night Long (All Night)" (bản album) – 6:22
2. "All Night Long (All Night)" (không lời) – 6:42

## Xếp hạng
| Bảng xếp hạng (1983-84)                  | Vị trí cao nhất |
| ---------------------------------------- | --------------- |
| Úc (Kent Music Report)                   | 1               |
| Áo (Ö3 Austria Top 40)                   | 8               |
| Bỉ (Ultratop 50 Flanders)                | 1               |
| Canada (RPM)                             | 1               |
| Canada Adult Contemporary (RPM)          | 1               |
| Đức (Official German Charts)             | 2               |
| Hà Lan (Dutch Top 40)                    | 1               |
| Hà Lan (Single Top 100)                  | 1               |
| New Zealand (Recorded Music NZ)          | 4               |
| Na Uy (VG-lista)                         | 3               |
| Nam Phi (Springbok Radio)                | 1               |
| Thụy Điển (Sverigetopplistan)            | 8               |
| Thụy Sĩ (Schweizer Hitparade)            | 8               |
| Anh Quốc (OCC)                           | 2               |
| Hoa Kỳ Billboard Hot 100                 | 1               |
| Hoa Kỳ Adult Contemporary (Billboard)    | 1               |
| Hoa Kỳ Dance Club Songs (Billboard)      | 5               |
| Hoa Kỳ Hot R&B/Hip-Hop Songs (Billboard) | 1               |

| Bảng xếp hạng (1983)                 | Vị trí |
| ------------------------------------ | ------ |
| Australia (Kent Music Report)        | 87     |
| Belgium (Ultratop 50 Flanders)       | 6      |
| Canada (RPM)                         | 18     |
| Netherlands (Dutch Top 40)           | 4      |
| Netherlands (Single Top 100)         | 9      |
| UK Singles (Official Charts Company) | 10     |
| Bảng xếp hạng (1984)                 | Vị trí |
| Australia (Kent Music Report)        | 23     |
| Germany (Official German Charts)     | 50     |
| South Africa (Springbok Radio)       | 6      |
| US Billboard Hot 100                 | 12     |
| US Adult Contemporary (Billboard)    | 30     |
| US Hot R&B/Hip-Hop Songs (Billboard) | 18     |

| Bảng xếp hạng                        | Vị trí |
| ------------------------------------ | ------ |
| US Billboard Hot 100                 | 96     |
| US Hot R&B/Hip-Hop Songs (Billboard) | 80     |

## Chứng nhận
| Quốc gia | Chứng nhận | Số đơn vị/doanh số chứng nhận |
| --- | ---------- | ----------------------------- |
| Canada (Music Canada) | Bạch kim   | 100.000^                      |
| Anh Quốc (BPI) | Vàng       | 500.000‡                      |
| Hoa Kỳ (RIAA) | Vàng       | 1.000.000^                    |
| * Chứng nhận dựa theo doanh số tiêu thụ. ^ Chứng nhận dựa theo doanh số nhập hàng. ‡ Chứng nhận dựa theo doanh số tiêu thụ và phát trực tuyến. |            |                               |